# Potez VIII
Le Potez VIII est un biplan monomoteur de transport français conçu en 1919.

## Historique
Le Potez VIII est le premier avion conçu en propre par Henry Potez et Louis Coroller. Il est construit par la société des Aéroplanes Henry Potez à l'atelier d'Aubervilliers. Il est en France le premier avion de tourisme imaginé comme tel dès l'origine.
Les ailes entoilées possèdent une structure en Duralumin. Le fuselage est formé d'une ossature en spruce, un épicéa, rigidifiée par un couverture de contreplaqué vissé. Le moteur prend place à l'avant et l'équipage est disposé en tandem. Le train d'atterrissage comprend quatre roues pour éviter le capotage. Le freinage est effectué par un crochet mobile enfoncé dans la piste. Le moteur d'origine Potez-Coroller A4 est peu fiable et remplacé rapidement par des moteurs de puissance similaire. Le train d'atterrissage est modifié sur la plupart des versions par la suppression des roues arrière et l'installation d'une crosse de queue. Cinq versions de Potez VIII sont connues.
L'appareil est présenté au sixième Salon de la locomotion aérienne en décembre 1919, dans le Grand Palais de Paris et fait son premier vol le 9 avril 1920. L'avion est vendu à une centaine d'exemplaires en France ou à l'étranger, pour les écoles, l'entraînement ou les liaisons. Le dernier Potez VIII est toujours en service en 1939 à l'aéro-club de Bourgogne.

## Caractéristiques
| Versions                            | VIII tandem       | VIII A tandem             | VIII R côte à côte   | Planeur           |
| ----------------------------------- | ----------------- | ------------------------- | -------------------- | ----------------- |
| Statut                              | retiré du service | retiré du service         | retiré du service    | retiré du service |
| Nombre de places                    | 2                 | 2                         | 2                    | 1                 |
| Motorisation                        | Potez A4 - 55 ch  | Anzani - 75 ch            | Le Rhône - 80 ch     | /                 |
| Dimensions                          |                   |                           |                      |                   |
| Envergure                           | 8,00 m            | 8,00 m                    | 8,00 m               | 8,00 m            |
| Longueur                            | 4,70 m            | 5,72 m                    | 5,80 m               | 5,50 m            |
| Hauteur                             | 2,00 m            | 2,50 m                    | 2,48 m               | /                 |
| Surface alaire                      | 19,00 m2          | 20,00 m2                  | 20,00 m2             | 20,00 m2          |
| Masse                               |                   |                           |                      |                   |
| Masse à vide équipée                | 220 kg            | 280 kg                    | 300 kg               | 90 kg             |
| Masse totale en charge              | 420 kg            | 480 kg                    | 530 kg               | /                 |
| Performances                        |                   |                           |                      |                   |
| Vitesse de croisière                | /                 | 105 km/h                  | 120 km/h             | /                 |
| Vitesse maximale (au niveau du sol) | 145 km/h          | 133,7 km/h                | 140 km/h             | /                 |
| Plafond                             | /                 | 3 500 m                   | 4 200 m              | /                 |
| Rayon d'action                      | /                 | 315 km ou 3 heures de vol | 420 km ou 2 h 30 min | /                 |

## Variantes
- VIII tandem : version à quatre roues et moteur Potez-Coroller.
- Hydravion : prototype modifié en hydravion, les flotteurs sont dessinés par Edmond Astruc.
- VIII A tandem : version à deux roues et moteur Anzani, Gnome, Le Rhone ou Gnome ou Salmson.
- VIII R côte à côte : version à quatre roues et habitacle modifié.
- Planeur : version à deux roues avec suppression du moteur, modification de l'avant de l'avion, de l'habitacle et équipage ramené à 1 pilote.
- Plusieurs types de moteurs sont utilisés : Potez-Coroller A 4, Anzani  6 Ab (en), 6 An, 6 A3, Le Rhône 9c, Gnome, Salmson 5 Ac et 9 Ad (en).

## Utilisateurs
- France
  - Potez, prototype
  - Écoles et Aéronautique militaire française
  - Aéroclub de Bourgogne
- Royaume de Bulgarie
  - Aviation postale bulgare, 4 exemplaires.
- République de Chine
  - École de Tsinan, province de Shantung, actuellement Shandong, transférés à la force aérienne de la province de Mandchourie, 6 exemplaires.
- Royaume de Roumanie
  - Aviation militaire roumaine, 1 exemplaire.
- Royaume des Serbes, Croates et Slovènes
  - Aviation militaire yougoslave, 1 exemplaire.